# Drumul european E28
Drumul european E28 face parte din rețeaua de drumuri europene, începând de la Inelul Berlinului, Germania, traversează nordul Poloniei, enclava Kaliningrad ce aparține Rusiei, sudul Lituaniei și se termină la Minsk, capitala Belarusului. 